# Верещагин, Пётр Петрович
Пётр Петро́вич Вереща́гин (14 (26) января 1834, Пермь — 16 (28) января 1886, Санкт-Петербург) — русский живописец, академик пейзажной живописи, вошёл в историю как первый художник-пейзажист Среднего Урала; старший из трёх пермских художников Верещагиных, брат исторических живописцев Василия и Митрофана Верещагиных. Академик Императорской Академии художеств (с 1873).

## Биография
Пётр Петрович Верещагин родился 14 января 1834 года в Перми в семье иконописца Петра Прокопьевича Верещагина (дед, Прокопий Данилович Верещагин также был иконописцем). Учился живописи у отца, а после его смерти 1843 году — у деда по матери, живописца и иконописца Ивана Васильевича Бабина. Был старшим из братьев (в 1835 году родился Василий, а в 1842 — Митрофан), тоже впоследствии ставших живописцами.
В 1850 году у братьев Верещагиных появился ещё один наставник — выпускник Арзамасской рисовальной школы живописец Афанасий Ульянович Орлов — по совету которого они продолжили своё образование в Императорской Академии художеств в Санкт-Петербурге. Пётр Петрович поступил в академию несколько позже своих братьев, в 1858 году, и избрал своей специальностью ландшафтную живопись. Одним из его учителей, оказавших сильное влияние на творчество, был известный ландшафтный живописец С. М. Воробьёв, много лет проживший в Италии.
К моменту окончания академии (1865) П. П. Верещагин был награждён двумя серебряными медалями: малой (1861) — за этюд «На Волге» и большой (1862) — за картину «В Баку». По окончании академии получил звание классного художника третьей степени (1865) за картину «Вид Нижнего Новгорода». Творческую деятельность после окончания академии совмещал с преподаванием рисования, черчения и чистописания в городе Люцин Витебской губернии (1866—1870). С 1871 года жил в Петербурге.
Получил звание классного художника второй степени (1867) за картины «Вид Динабурга», «Рынок в Новгороде» и «Вид из окрестностей Люцины». Звание классного художника первой степени (1868) — за картины «Толкучий рынок в Москве» и «Вид Кремля». Звание академика пейзажной живописи (1873) — за картину «Общий вид Севастополя». Центром огромной панорамы художник сделал море с несколькими кораблями, на берегах бухты раскинулся город с его набережными, улицами и парками.
Во время русско-турецкой войны 1877—1878 годов был с русскими войсками на Балканах и запечатлел увиденные места — Галац, Систово, Дунай. Собранные материалы позволили ему написать крупные панорамы, из которых наиболее известна «Бомбардировка крепости Рущук».

## Творчество
В 1860 году, на первой в своей жизни выставке, которая проходила в стенах Академии художеств, П. П. Верещагин показал две работы с изображением перспективного вида академической скульптурной выставки того года и внутреннего вида церкви на острове Валаам. На академической выставке 1863 года экспонировались его пейзажи «Москва. Спасская башня» и «Толкучий рынок в Москве», а в 1864 году — двенадцать видов примечательных мест, зданий и окрестностей города Ревель, написанных в летние месяцы того же года.
К середине 1870-х годов П. П. Верещагин был известным живописцем, объехал и запечатлел многие российские города (в том числе, Москва, Петербург, Нижний Новгород, Псков), виды Крыма, Кавказа, Прибалтики.
Небольшой этюд под названием «Архиповка» отразил начало огромных перемен, которые происходили в 1870-х годах в Пермской губернии. Общество Уральской горнозаводской железной дороги обратилось к П. П. Верещагину с предложением запечатлеть ландшафты тех мест, по которым пройдёт первая в этих краях железная дорога. Художником была создана серия пейзажей Среднего Урала — около тридцати этюдов и законченных картин, среди которых: виды реки Чусовой, города Перми, Нижне-Тагильского и Верх-Нейвинского заводов, деревень (Подволочная, Шалгина, Кирпичная). В некоторых работах показано строительство железнодорожной линии — к ним относятся «Вид реки Чусовой при пересечении мостом Уральской железной дороги» и «Речка Архиповка» (Пермская художественная галерея) с изображением рабочего поезда в нежилых прежде местах, где начата постройка железнодорожной станции.
Большинство уральских работ живописца передают реку Чусовую с высокими скалистыми горами на берегах — «камнями», по местному наименованию. Этюды «Камень Остряк» (Пермская художественная галерея), «Камень Ермак», «Камень Высокий» и другие свидетельствуют о вдумчивых наблюдениях им действительности, о стремлении точно и верно охарактеризовать пейзаж. Однако при создании картин художник следовал предвзятым академическим меркам красоты и в своих работах, к сожалению, искал не столько правды изображения, сколько искусственной эффектности. Такие поиски проистекали от старых эстетических взглядов, помешавших художнику сделать те решительные шаги к правде в искусстве, к чему вела работа над родным пейзажем. Ценным является то, что П. П. Верещагин первый обратился к широкому отображению в живописи Урала.

## Картины

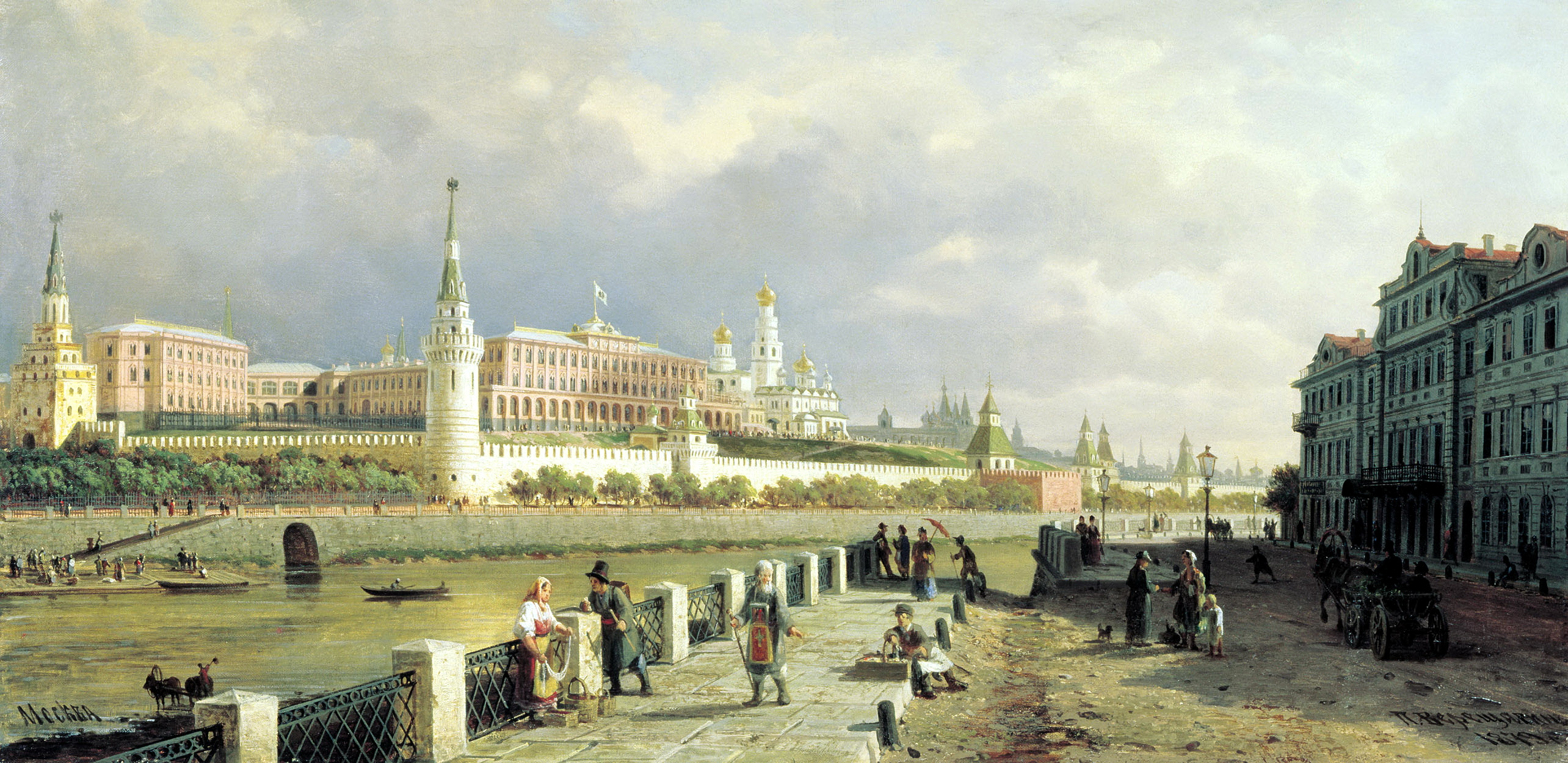
Москва. Вид на Кремль от Софийской набережной, 1879
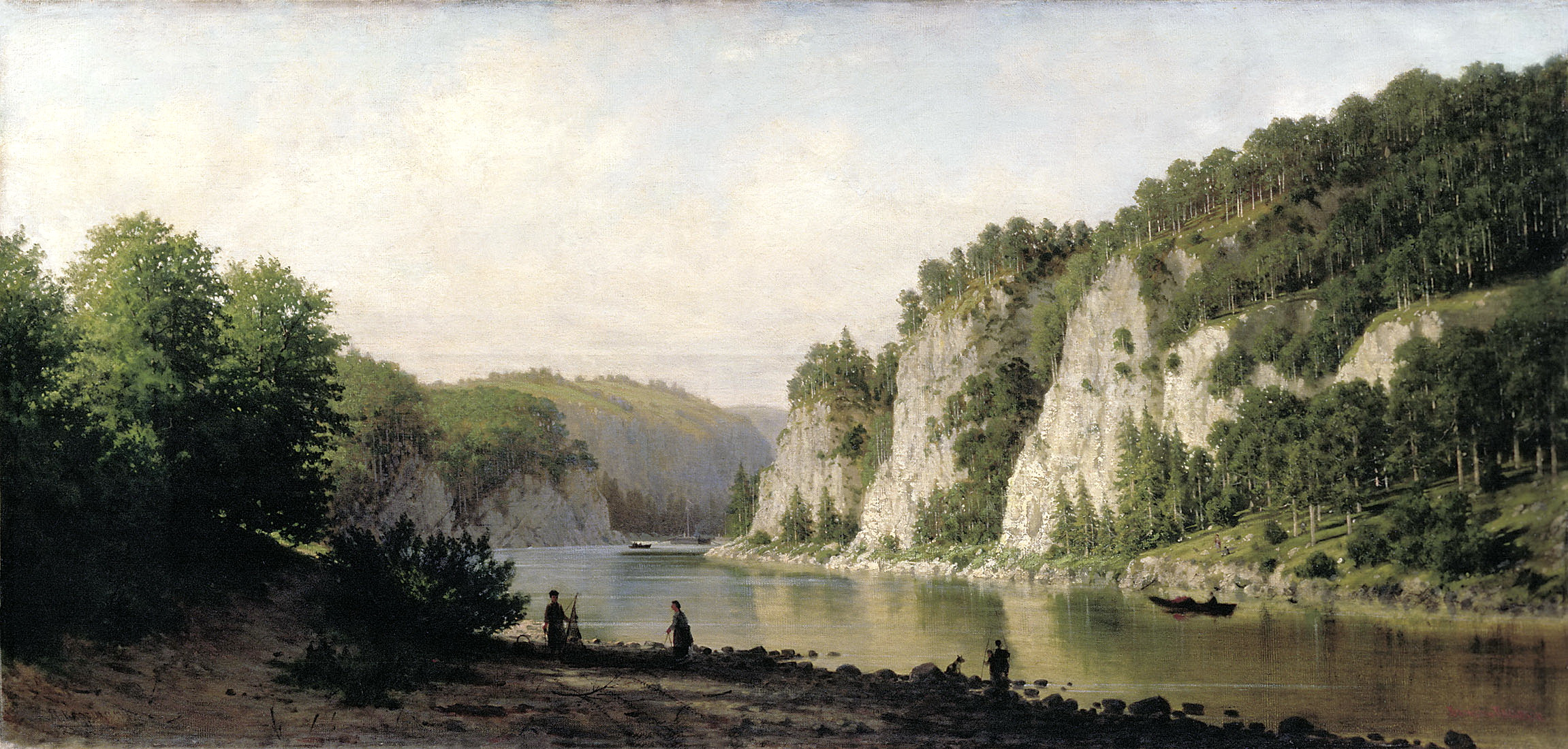
Камень «Писанный» на реке Чусовой
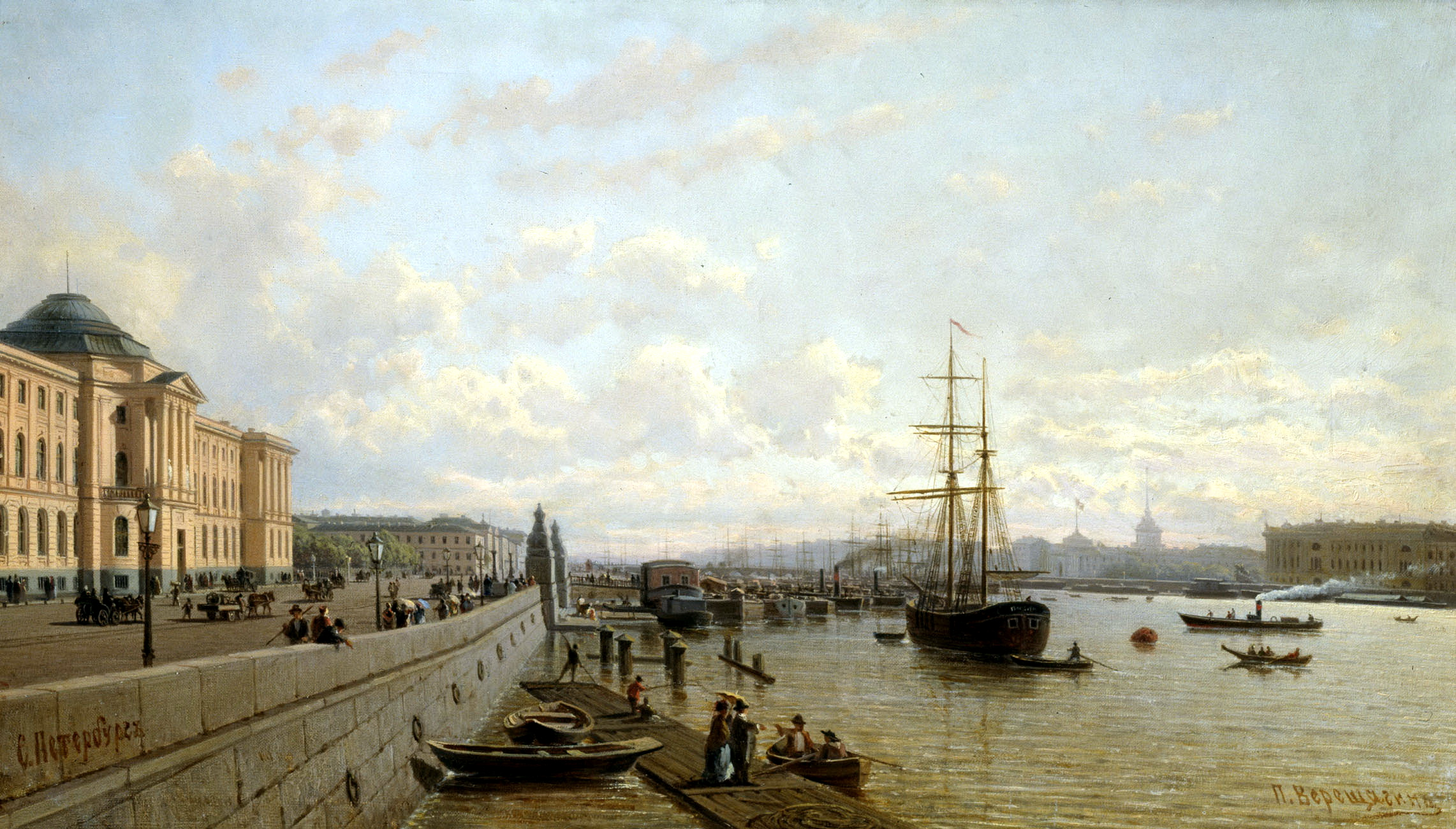
Набережная Невы
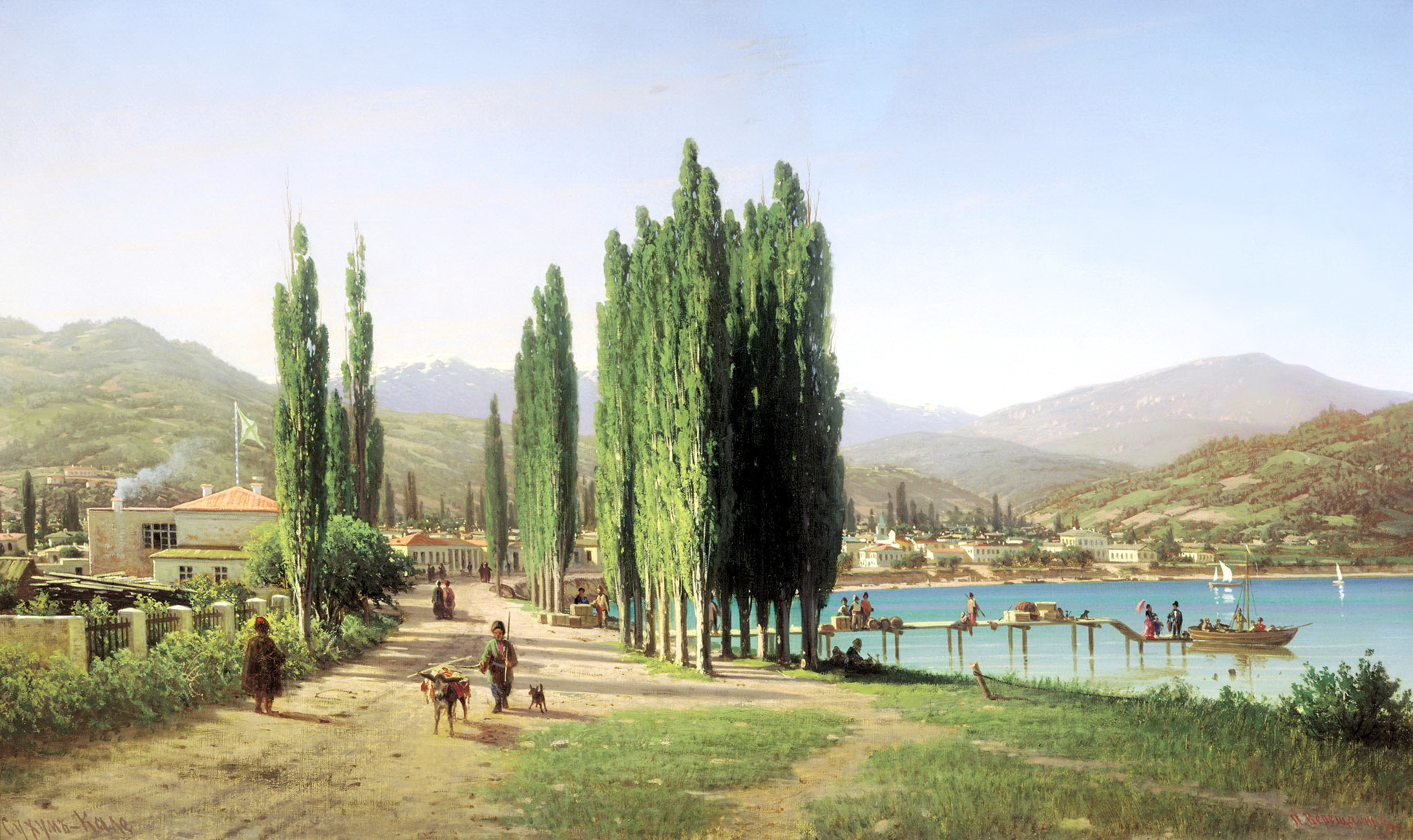
Сухум-Кале
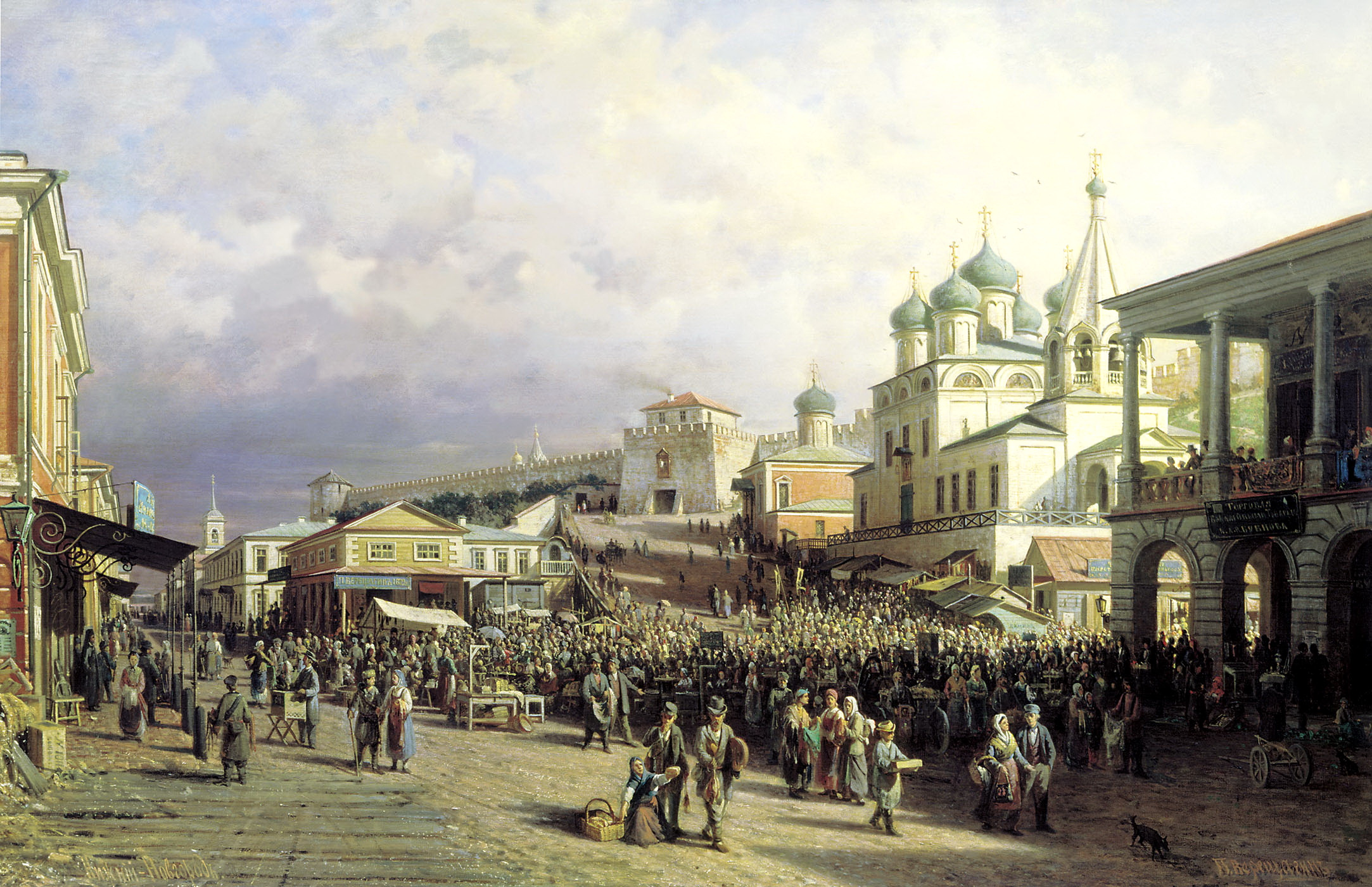
Рынок в Нижнем Новгороде
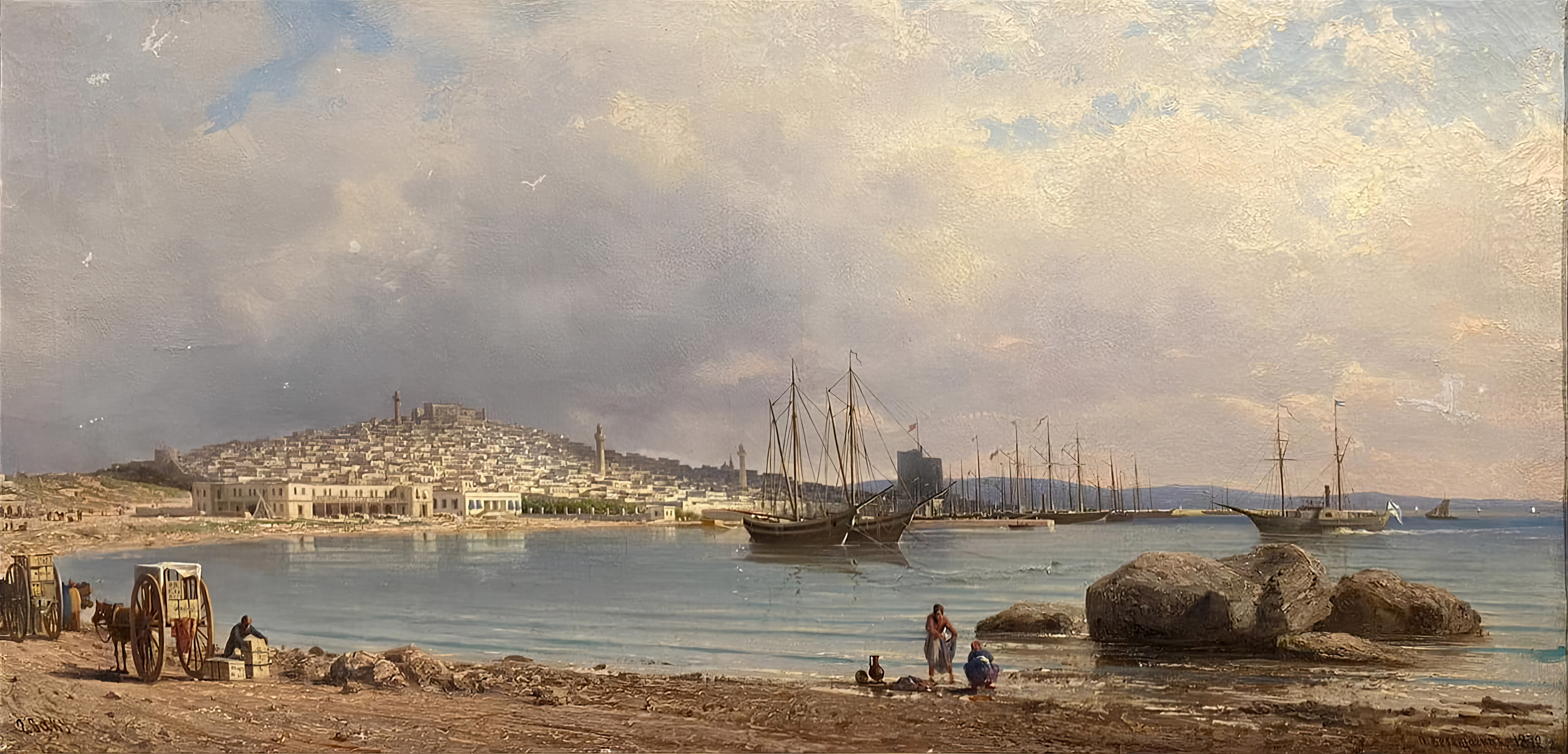
Вид Баку с моря (1872). Национальный музей искусств Азербайджана, Баку
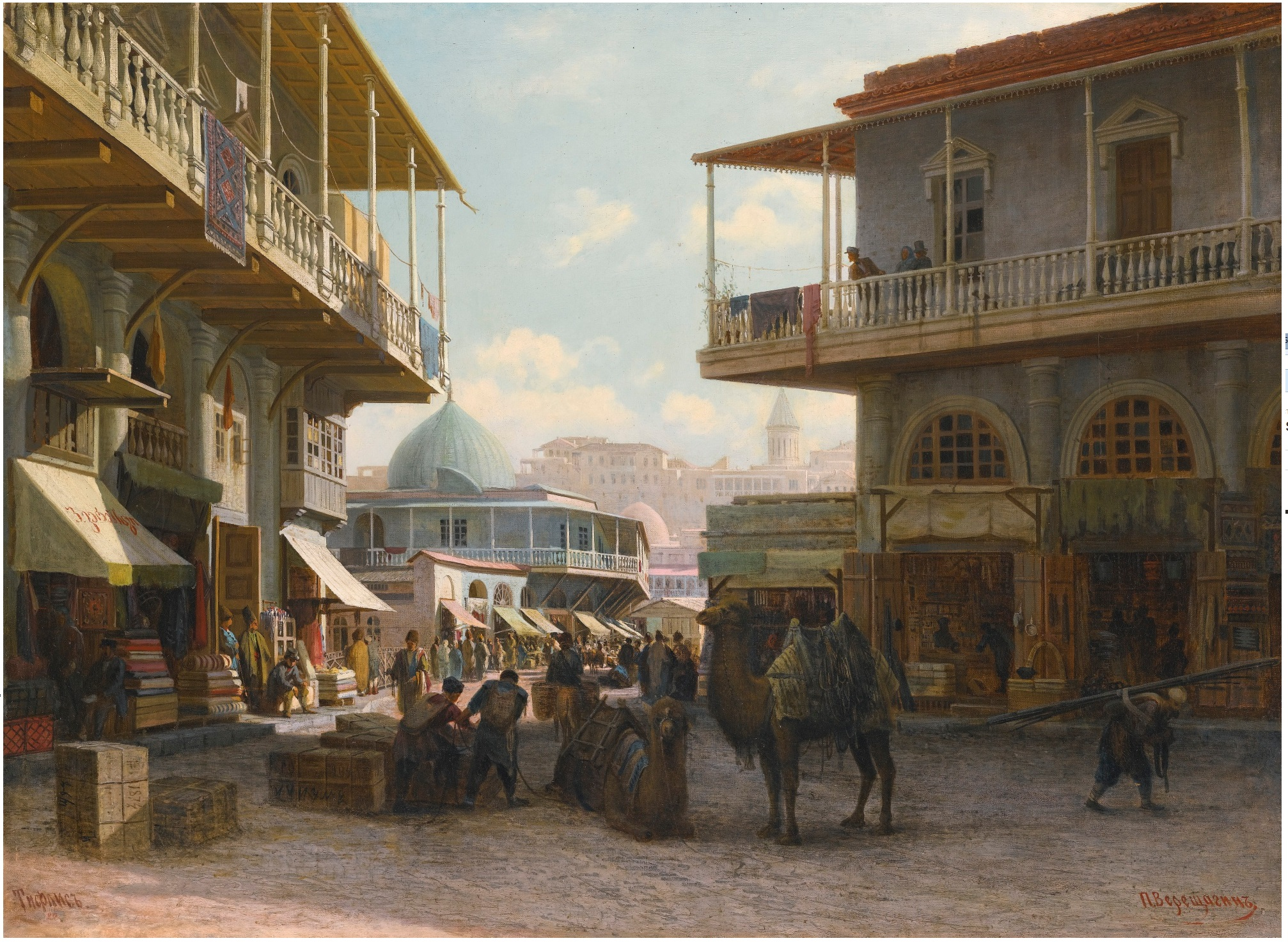
Тифлис (1874)